# Woodbridge Nathan Ferris
Woodbridge Nathan Ferris (Spencer, 6 gennaio 1853 – Washington, 23 marzo 1928) è stato un insegnante e politico statunitense.

## Biografia

### Gioventù
Ferris nacque da John Ferris e da Estella Ferris in una casa di legno nei pressi di Spencer (New York), frequentò le accademie di Spencer, Candor e Oswego, e la Oswego Normal Training School (oggi Università statale del New York di Oswego) dal 1870 al 1873. Frequentò inoltre il dipartimento medico dell'Università del Michigan tra il 1873 e il 1874.
Nell'aprile 1874, Ferris ritornò a casa sua a Spencer e il 23 dicembre dello stesso anno, a Fulton, sposò Helen Frances Gillespie (nata il 7 settembre 1853). Da essi nacquero tre figli: Carleton Gillespie (1876-1961), Clifford Wendell (morto tre mesi dopo la sua nascita nel 1881) e Phelps Fitch (1889-1935). Ferris insegnò all'Accademia di Spencer tra il 1874 e il 1875.
Si trasferì successivamente a Freeport (Illinois), e divenne il preside del Freeport Business College and Academy tra il 1875 e il 1876 e, successivamente, del Normal Department dell'Università di Rock River, dal 1876 al 1877. Dopodiché insegnò a Dixon, in Illinois, dove fu cofondatore del Dixon Business College and Academy, tra il 1877 e il 1879. Ferris divenne poi sovrintendente delle scuole di Pittsfield, sempre in Illinois, dal 1879 al 1884.

### Carriera politica
Ferris si trasferì successivamente a Big Rapids, in Michigan, dove, nel 1884, fondò la Ferris Industrial School (che divenne l'Università statale di Ferris). Lì egli ricevette il soprannome di The Big Rapids Schoolmaster, e ne fu il preside fino alla morte. Fu anche presidente della Big Rapids Savings Bank.
Nel 1892 Ferris si candidò per il Congresso col Partito Democratico statunitense senza riscuotere successo. Nel 1904, si candidò come Governatore del Michigan contro il repubblicano Fred Warner, ma neanche questa volta riscosse successo. Nel 1912 fu un delegato per una Convenzione Democratica Nazionale nella quale Woodrow Wilson era candidato come Presidente statunitense.
Ferris fu finalmente eletto Governatore del Michigan nel 1912, diventando il primo democratico in venti anni nello Stato. Restò in carica dal 1913 al 1917. Nel 1916 fu ancora delegato per la convenzione con il candidato Woodrow Wilson per la seconda volta. Ricevette il soprannome di Good Gray Governor. Il 23 marzo 1917, circa tre mesi dopo la sua dimissione, sua moglie Helen morì dopo 43 anni di matrimonio. Nel 1920 si ricandidò come Governatore del Michigan, ancora una volta senza ottenere successo, contro Alex Groesbeck. Il 14 agosto 1921 sposò Mary McCloud (1882-1954).
Nel 1922 Ferris fu eletto Senatore statunitense. Approvava lo stabilimento di un dipartimento dell'educazione federale e prestò servizio a James Couzens dal 4 marzo 1923. Nel 1924 fu ancora eletto delegato, questa volta però per l'elezione del Presidente John W. Davis, che perse contro Calvin Coolidge. Esattamente undici anni dopo la morte della sua prima moglie, Ferris morì a Washington all'età di 75 anni e fu seppellito nel Cimitero di Highland View a Big Rapids.